# Serre Chevalier (montagne)
Pour l’article homonyme, voir Serre Chevalier.
Le serre Chevalier (2 491 mètres) est un sommet du massif des Écrins, dans les Hautes-Alpes, situé sur le domaine skiable du même nom. Il est accessible par le deuxième tronçon du téléphérique de Serre Chevalier et par le télésiège du Grand Serre.